# Tetratheca
Tetratheca, biljni rod iz porodice Elaeocarpaceae kojemu pripada pedesetak vrsta iz Australije i Tasmanije;
Rod je opisan u Spec. Bot. New Holland 5. 1793.

## Vrste
1. Tetratheca affinis Endl.
2. Tetratheca angulata R.Butcher
3. Tetratheca aphylla F.Muell.
4. Tetratheca applanata R.Butcher
5. Tetratheca bauerifolia F.Muell. ex Schuch.
6. Tetratheca butcheriana A.J.Perkins
7. Tetratheca chapmanii Alford
8. Tetratheca ciliata Lindl.
9. Tetratheca confertifolia Steetz
10. Tetratheca decora Joy Thomps.
11. Tetratheca efoliata F.Muell.
12. Tetratheca ericifolia Sm.
13. Tetratheca erubescens J.P.Bull
14. Tetratheca exasperata R.Butcher
15. Tetratheca fasciculata Joy Thomps.
16. Tetratheca filiformis Benth.
17. Tetratheca fordiana R.Butcher
18. Tetratheca glandulosa Sm.
19. Tetratheca gunnii Hook.f.
20. Tetratheca halmaturina J.M.Black
21. Tetratheca harperi F.Muell.
22. Tetratheca hirsuta Lindl.
23. Tetratheca hispidissima Steetz
24. Tetratheca insularis Joy Thomps.
25. Tetratheca juncea Sm.
26. Tetratheca labillardierei Joy Thomps.
27. Tetratheca neglecta Joy Thomps.
28. Tetratheca nephelioides R.Butcher
29. Tetratheca nuda Lindl.
30. Tetratheca parvifolia Joy Thomps.
31. Tetratheca paucifolia Joy Thomps.
32. Tetratheca paynterae Alford
33. Tetratheca phoenix R.Butcher
34. Tetratheca pilata R.Butcher
35. Tetratheca pilifera Lindl.
36. Tetratheca pilosa Labill.
37. Tetratheca plumosa R.Butcher
38. Tetratheca procumbens Gunn ex Hook.f.
39. Tetratheca pubescens Turcz.
40. Tetratheca remota Joy Thomps.
41. Tetratheca retrorsa Joy Thomps.
42. Tetratheca rubioides A.Cunn.
43. Tetratheca rupicola Joy Thomps.
44. Tetratheca setigera Endl.
45. Tetratheca shiressii Blakely
46. Tetratheca similis Joy Thomps.
47. Tetratheca spartea (Benth.) R.Butcher
48. Tetratheca spenceri R.Butcher & Cockerton
49. Tetratheca stenocarpa J.H.Willis
50. Tetratheca subaphylla Benth.
51. Tetratheca thymifolia Sm.
52. Tetratheca virgata Steetz
53. Tetratheca ×deltoidea Joy Thomps.

## Sinonimi
Nema.

## Vanjske poveznice
- PlantNet